# Радсадівська сільська рада
Радса́дівська сільська́ ра́да — адміністративно-територіальна одиниця та орган місцевого самоврядування в Миколаївському районі Миколаївської області. Адміністративний центр — селище Радісний Сад.

## Загальні відомості
- Населення ради: 2 914 особи (станом на 2001 рік)

## Населені пункти
Сільській раді підпорядковані населені пункти:
- с-ще Радісний Сад
- с. Новобогданівка

## Склад ради
Рада складається з 18 депутатів та голови.
- Голова ради: Матяшевська Галина Михайлівна
- Секретар ради: Соловйова Ніна Іванівна

### Керівний склад попередніх скликань
| Прізвище, ім'я, по батькові   | Основні відомості                                                 | Дата обрання | Дата звільнення |
| ----------------------------- | ----------------------------------------------------------------- | ------------ | --------------- |
| Піньковий Юрій Іванович       | Сільський голова, 1977 року народження, безпартійний              | 26.03.2006   | 31.10.2010      |
| Матяшевська Галина Михайлівна | Сільський голова, 1957 року народження, освіта вища, позапартійна | 31.10.2010   |                 |

Примітка: таблиця складена за даними сайту Верховної Ради України

### Депутати
За результатами місцевих виборів 2010 року депутатами ради стали:

#### За суб'єктами висування
| Суб'єкт висування | Кількість обраних депутатів | %    |
| ----------------- | --------------------------- | ---- |
| Партія регіонів   | 12                          | 66,7 |
| Самовисування     | 6                           | 33,3 |

#### За округами
| № округу        | Прізвище, ім'я, по батькові        | Дата визнання обраним | Освіта             | Партійна приналежність | Відомості про обраного депутата                                                          |
| --------------- | ---------------------------------- | --------------------- | ------------------ | ---------------------- | ---------------------------------------------------------------------------------------- |
| Партія регіонів |                                    |                       |                    |                        |                                                                                          |
| 1               | Найдич Ірина Вікторівна            | 04.11.2010            | вища               | член Партії регіонів   | Радсадівська загальноосвітня школа І-ІІІ ст., вчитель фізичної культури                  |
| 3               | Підпала Алла Вікторівна            | 04.11.2010            | середня            | член Партії регіонів   | тимчасово не працює                                                                      |
| 4               | Чернушко Пелагея Миколаївна        | 04.11.2010            | середня            | позапартійна           | ВАТ «Радсад», адмістратор спортивного комплексу                                          |
| 5               | Тарасова Зоя Степанівна            | 04.11.2010            | вища               | позапартійна           | Териториальний центр соц. обслуговування, соціальний працівник                           |
| 6               | Пушель Роман Володимирович         | 04.11.2010            | вища               | позапартійний          | ВАТ «Радсад», майстер наладчик                                                           |
| 9               | Пелик Дмитро Володимирович         | 04.11.2010            | вища               | позапартійний          | Новобогданівський БК, завідувач                                                          |
| 10              | Середа Валентина Миколаївна        | 04.11.2010            | вища               | позапартійна           | Радсадівська С\р, завідувачка ДНЗ «Казка»                                                |
| 12              | Соловйова Ніна Іванівна            | 04.11.2010            | вища               | позапартійна           | Радсадівська С\р, секретар                                                               |
| 13              | Маймур Оксана Василівна            | 04.11.2010            | вища               | позапартійна           | Радсадівська С\р, завідувачка дитячого садка «Сонечко»                                   |
| 14              | Колесник Петро Федорович           | 04.11.2010            | вища               | позапартійний          | Новобогданівська загальноосвітня школа І-ІІІ ст., вчитель математики                     |
| 15              | Мокрицька Наталія Миколаївна       | 04.11.2010            | вища               | позапартійна           | Новобогданівська загальноосвітня школа І-ІІІ ст., заступник директора                    |
| 18              | Якубенко Ірина Іванівна            | 04.11.2010            | вища               | позапартійна           | Новобогданівська загальноосвітня школа І-ІІІ ст., директор                               |
| Самовисування   |                                    |                       |                    |                        |                                                                                          |
| 2               | Григоревська Жозефіна Валентинівна | 04.11.2010            | вища               | член Народної партії   | пенсіонер                                                                                |
| 7               | Рижков Петро Миколайович           | 02.06.2013            | середня спеціальна | позапартійний          | ПАТ «Радсад», завідувач холодильним обладнанням                                          |
| 8               | Рудницька Валентина Миколаївна     | 04.11.2010            | середня спеціальна | позапартійна           | ВАТ «Радсад», декретна відпустка, робітник                                               |
| 11              | Веремеєнко Володимир Федорович     | 04.11.2010            | середня            | позапартійний          | Перебуває на обліку у ЦЗ                                                                 |
| 16              | Березанська Валентина Георгіївна   | 04.11.2010            | вища               | позапартійна           | Районний будинок творчості, керівник гуртка у Радсадівській ЗОШ та Новобогданівській ЗОШ |
| 17              | Мельничук Микола Вікторович        | 04.11.2010            | вища               | позапартійний          | тимчасово не працює                                                                      |